# Лунный камень (фильм, 1935)
«Лунный камень» (другое название — Памир) — советский полнометражный чёрно-белый приключенческий художественный фильм, поставленный на Киностудии «Ленфильм» режиссёрами Адольфом Минкиным и Игорем Сорохтиным.
Премьера фильма состоялась 5 ноября 1935 года.

## Сюжет
Ещё до революции русский геолог Иван Попов с риском для жизни обнаружил в районе Памира залежи ценного минерала иренита («лунного камня»), но судьба открытия была перечёркнута невежеством стоящих у руля науки, не давших ход дальнейшим исследованиям.
И только в годы Советской власти в эти места направляется экспедиция Академии наук СССР. Но враги не дремлют и делают всё, чтобы не дать Стране Советов получить ценный «лунный камень».

## В ролях
- Геннадий Мичурин — профессор Фридрих Эдуардович Дорн,  начальник геологической экспедиции
- Юрий Толубеев  — Иван Петрович Попов, геолог, открыватель месторождения иренита - лунного камня
- Константин Адашевский  — Чернявский, геолог
- Серафим Азанчевский  — Джеферсон, профессор-иностранец
- Георгий Орлов  — геолог
- Борис Феодосьев — геолог
- Николай Дубинский — Рахим
- Соломон Михоэлс — проводник
- Яков Малютин  — великий князь
- Касим Мухутдинов — Саид
- Степан Каюков — геолог (нет в титрах)
- Сергей Карнович-Валуа — председатель учёного совета (нет в титрах)
- Урсула Круг — студентка на вечеринке (нет в титрах)
- Николай Урванцов — почтальон (нет в титрах)

## Съёмочная группа
- Режиссёр   —  Адольф Минкин, Игорь Сорохтин
- Сценарий — Владимир Недоброво .
- Оператор  — Фёдор Зандберг,  Вениамин Левитин
- Художник — Павел Зальцман
- Композитор — Борис Арапов
- Вторые операторы  — В. Богданов, Л. Сокольский
- Звукооператор  — Н. Даболин
- Второй художник — Н. Фишман
- Ассистенты режиссёра   —  И. Гиндин, С. Деревянский, Е. Сердечкова